# Dardânia (Anatólia)
Dardânia, na mitologia grega, é uma cidade fundada no monte Ida por Dardano, do qual tanto a região quanto o seu povo levaram o nome. Ela se situava no Helesponto, e é a origem do atual nome do estreito, Dardanelos.
Do neto de Dardano, Tros, o povo ganhou o nome adicional de troianos, e a região ganhou o nome de Trôade. O filho de Tros, Ilo, fundou em seguida uma cidade chamada Ílio ou Troia na planície, a cidade agora mais comumente conhecida como Troia, e o reino se dividiu entre Ílio e Dardânia.
Dardânia também foi definida como "um distrito da Trôade, ao longo do Helesponto, ao sudoeste de Abidos, e adjacente ao território de Ílio. Seu povo (dardânios) aparecem na Guerra de Troia, comandados por Eneias e aliados dos troianos, com quem seu nome é frequentemente trocado, especialmente pelos poetas romanos."